# Klaus M. Leisinger

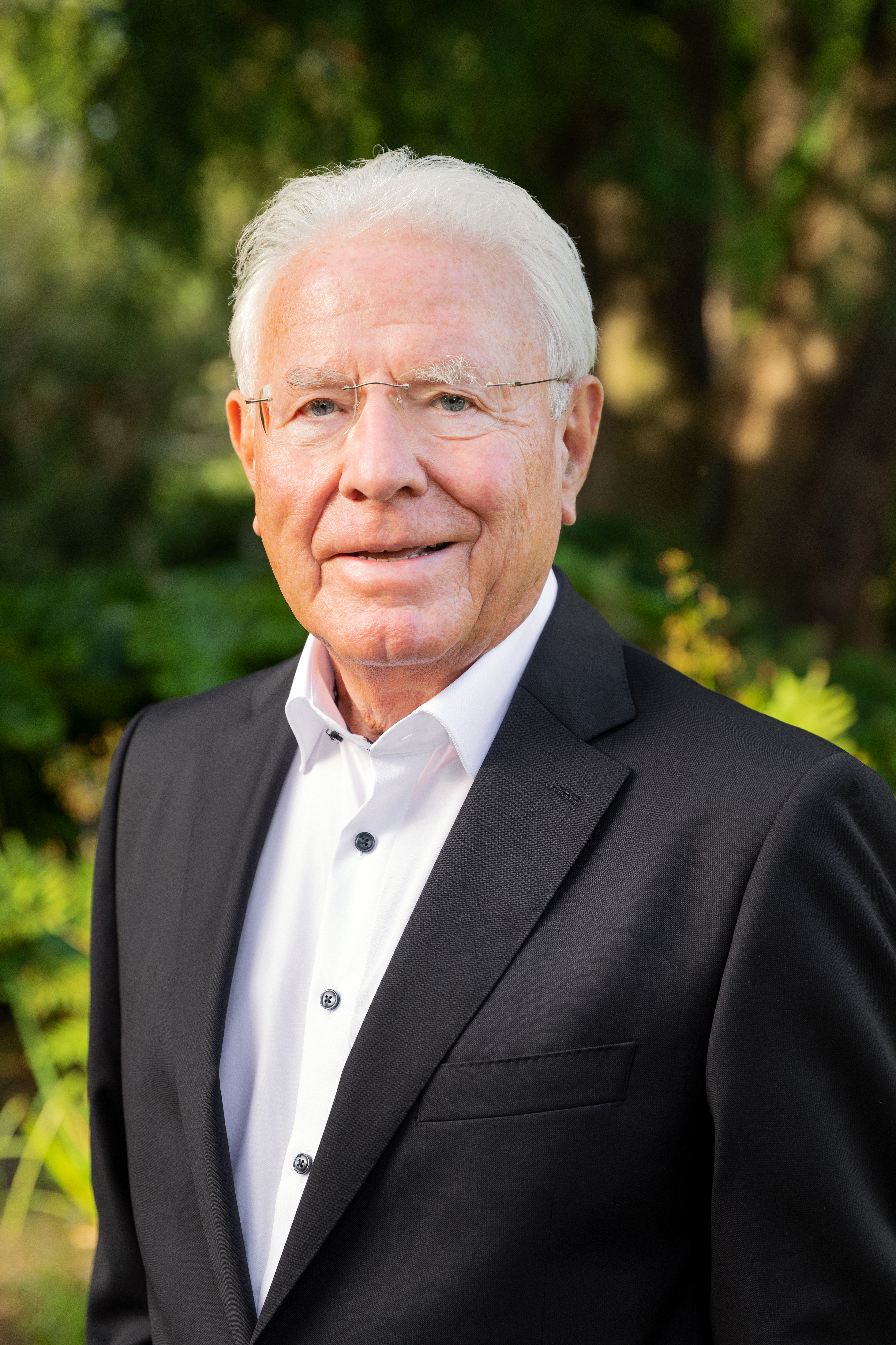
Klaus M. Leisinger (2006)

Klaus Michael Leisinger (* 6. Februar 1947 in Lörrach) ist ein deutscher Soziologe. Er ist Gründer und Präsident der Stiftung Globale Werte Allianz und war bis 2013 der Stiftungsratspräsident der Novartis Stiftung.

## Leben
Klaus M. Leisinger studierte Ökonomie und Sozialwissenschaften an der Universität Basel. Mit der entwicklungssoziologischen Dissertation „Arbeitslosigkeit, Direktinvestitionen und angepasste Technologie: zur Investitionspolitik multinationaler Unternehmen in der Dritten Welt“ wurde er 1975 an der Universität Basel promoviert. Er habilitierte in Soziologie mit der Habilitationsschrift „Gesundheitspolitik für die am wenigsten entwickelten Länder“.
Er war Wissenschaftlicher Mitarbeiter bei dem Chemieunternehmen Ciba-Geigy, später Geschäftsführer des pharmazeutischen Regionalbüros der damaligen CIBA in Ost- und Zentralafrika. Nach seiner Rückkehr an den Hauptsitz in der Schweiz war er für die internationalen Beziehungen des Unternehmens verantwortlich.
Von 1996 bis 2012 war Leisinger Geschäftsführer der Novartis Stiftung für Nachhaltige Entwicklung (NFSD) und bis 2013 auch deren Präsident. Diese Stiftung wurde vom Pharmaunternehmen Novartis finanziert. Unter seiner Leitung verfolgte die Stiftung eine konsequente Strategie zur Armutsbekämpfung und unterstützte Millionen Bedürftiger in einkommensschwachen Ländern, beispielsweise durch Maßnahmen zur Heilung von Lepra, Malaria und Tuberkulose sowie durch Gesundheitsausbildung, landwirtschaftliche Entwicklung und den Schutz von besonders gefährdeten Kindern.
Klaus Leisinger ist emeritierter Professor für Soziologie an der Universität Basel. Er forscht und lehrt hauptsächlich über Fragen der gesellschaftlichen Verantwortung von Unternehmen bzw. ihrer leitenden Führungspersönlichkeiten. Im Vordergrund stehen menschenrechtliche Verantwortlichkeiten und solche, die aus der Agenda 2030 für nachhaltige Entwicklung resultieren – aber auch interkulturell divergierende Auffassungen zentraler Verantwortungskonzepte. Durch Veröffentlichungen in peer-reviewed Fachzeitschriften (A-Journals) und Bücher in mehreren Sprachen trug Klaus Leisinger maßgeblich zur wissenschaftlichen Diskussion in seinen Fachgebieten bei.
Er war Gastprofessor an zahlreichen europäischen Universitäten sowie an der University of Notre Dame, der MIT Sloan School of Management in Cambridge (USA) und der DePaul University. Er ist Mitglied der Europäischen Akademie der Wissenschaften und Künste. Zu den Institutionen, an denen er Gastvorlesungen (invited lectures) hielt, gehören Universitäten in China, Singapur, Hongkong, Minneapolis und Kapstadt. Im November 2004 erhielt er für sein humanitäres Engagement und seine wissenschaftliche Arbeit im Bereich Unternehmensethik den Ehrendoktor für Theologie an der Universität Freiburg (Schweiz). Für seine „outstanding contributions“ im Kampf gegen Lepra erhielt er 2012 in Seoul den „2012 Republic of Korea Hansen Grand Award“. Im September 2021 erhielt er ein Ehrendoktorat in Philosophie von der University of Central Lancashire (Preston, England).
Klaus Leisinger arbeitete in zahlreichen Beraterfunktionen für nationale und internationale Organisationen wie den UN Global Compact, die Weltbank und das Weltwirtschaftsforum (Global Agenda Council on Human Rights). Von Kofi Annan wurde er 2005 zum Sonderberater des UN-Generalsekretärs für den UN Global Compact berufen. Dieses Mandat endete mit der Amtszeit von UN-Generalsekretär Kofi Annan am 31. Dezember 2006. Klaus Leisinger war auch Mitglied der Kommission der Vereinten Nationen für Informationspolitik und Rechenschaftspflicht zur Verbesserung der Gesundheit von Frauen und Kindern. Er war bis 2013 auch Mitvorsitzender der Digital Health Initiative – einer Kooperation von Interessengruppen aus der Informations- und Kommunikationstechnologie und verschiedenen Gesundheitssektoren zur Umsetzung der Millenniums-Entwicklungsziele. Zudem war er Mitglied der Broadband Commission, des Lenkungsausschusses der UN Global Compact LEAD Initiative (bis 2013) und des UN ECOSOC Development Cooperation Forum. Klaus Leisinger ist darüber hinaus Mitglied im Präsidium der Deutschen Gesellschaft für die Vereinten Nationen.
Im November 2012 wurde Klaus Leisinger vom UN Global Compact zum „Special Advisor on the Post 2015 Development and Business Ethics“ ernannt; er behielt dieses Mandat bis zum Ende der Tätigkeit von Georg Kell als Leiter des Global Compact Office. Seit 2013 dient Klaus Leisinger im Leadership Council des Sustainable Development Solutions Network (initiiert durch UN-Generalsekretär Ban Ki-moon und geleitet durch Jeffrey Sachs, Columbia University New York). Von 2014 bis 2016 war Leisinger Mitglied des Boards der Consultative Group on International Agricultural Research (CGIAR). Die CGIAR ist eine strategische Partnerschaft aus 21 Entwicklungs- und 26 Industrieländern, unter den Geldgebern sind u. a. die Weltbank und die Bill & Melinda Gates Foundation.
Von Oktober 2015 bis 2018 arbeitet Klaus Leisinger beim von der Europäischen Kommission (Horizon 2020) finanzierten Forschungs-Konsortium TRUST mit. Im Vordergrund seines Engagements steht die Beantwortung der Frage, wie im Kontext klinischer Versuche pharmazeutischer Unternehmen in Ländern mit niedrigem und mittlerem Einkommen sichergestellt werden kann, dass bei sich stellenden Dilemmata die Würde und die Rechte der Patienten den Vorzug vor kommerziellen Interessen erhalten.
Im Juni 2016 wurde Klaus Leisinger Mitglied des Kernteams der Initiative Ethics in Action der Päpstlichen Akademie der Wissenschaften (Pontificia Academia Scientiarum). Die Aufgabe dieses Gremiums ist, die Art der nachhaltigen Entwicklung mit menschlichem Antlitz in der weltweiten Praxis umzusetzen, die Papst Franziskus in seiner Enzyklika Laudato Si’ beschrieb.
Er unterstützt offiziell die Konzernverantwortungsinitiative.

## Forschungsgebiete
Seine akademische Forschung und Praxis widmet er den Themen der gesellschaftlichen Verantwortung von Unternehmen in Entwicklungsländern, Unternehmensethik, internationale Entwicklungszusammenarbeit, sowie der Versorgung armer Bevölkerungsschichten mit Arzneimitteln. Im Vordergrund seiner Arbeit der letzten Jahre standen die nachhaltige Umsetzung des UN Global Compact in der Unternehmenspraxis sowie die Spezialthematik „Human Rights and Business“.

## Publikationen
- Arbeitslosigkeit, Direktinvestitionen und angepasste Technologie: Zur Investitionspolitik multinationaler Unternehmen in der Dritten Welt. Dissertation, Universität Basel, 1975. Haupt, Bern 1975, ISBN 3-258-02418-9.
- Health Policy for Least Developed Countries. Social Strategies, Basel 1985.
- Entwicklungspolitik: Anspruch und Wirklichkeit. Ein Werkbuch. Verlag Basler Zeitung, Basel 1986, ISBN 3-85815-149-1.
- mit Th. Straubhaar und E. Tuchtfeldt (Hrsg.): Studien zur Entwicklungsökonomie. Haupt, Bern / Stuttgart 1986.
- Gentechnik für die Dritte Welt? Birkhäuser, Basel 1991, ISBN 3-7643-2659-X.
- Unternehmensethik. Globale Verantwortung und modernes Management. Beck, München 1997, ISBN 3-406-42289-6.
- mit T. Hohn: Biotechnology of Food Crops in Developing Countries. Springer, Wien 1999.
- Die sechste Milliarde. Weltbevölkerungswachstum und nachhaltige Entwicklung. Beck, München 1999, ISBN 3-406-42140-7.
- Six Billion and Counting: Population Growth and Food Security in the 21st century. Johns Hopkins University Press, Baltimore / Washington D.C 2002. (auch auf Chinesisch erschienen, 3. Auflage, Beijing, 2003 (Koautoren Karin Schmitt und Rajul Pandya-Lorch)).
- mit Karin M. Schmitt: Corporate Ethics in a Time of Globalization. Sarvodaya Vishca Lekha Publishers, Colombo 2003, ISBN 955-599-333-5.
- Whistleblowing und Corporate Reputation Management. (= Schriftenreihe für Wirtschafts- und Unternehmensethik. Band 6). Rainer Hampp Verlag, München/Mering 2003, ISBN 3-87988-731-4.
- mit Hans Ruh (Hrsg.): Ethik im Management. Orell Füssli, Zürich 2004, ISBN 3-280-05104-5.
- Holzwege für den aufrechten Gang. Christliche Werte als Handlungsorientierung für unternehmerische Entscheidungen. In: Freiburger Zeitschrift für Philosophie und Theologie. Academic Press Fribourg, Band 52, Heft 3, 2005, S. 628–679.
- Capitalism with a Human Face. The UN Global Compact. In: The Journal of Corporate Citizenship. 28. Auflage. 2007, S. 113–132.
- Corporate philanthropy: The “top of the pyramid”. In: Business and Society Review. Band 112, Heft 3, 2007, S. 315–342.
- Zur Relevanz der Unternehmensethik in der Betriebswirtschaftslehre. In: Schmalenbachs Zeitschrift für betriebswirtschaftliche Forschung. Sonderheft 58, 8. Oktober 2008, S. 26–49.
- Corporate Responsibilities for Access to Medicines. In: Journal of Business Ethics. Band 85, Heft 1, 2009, S. 3ff.
- On Corporate Responsibility for Human Rights. In: H. Spitzeck, M. Pirson, W. Amann, S. Khan, E. v. Kimakowitz (Hrsg.): Humanism in Business. Cambridge University Press, Cambridge 2009, S. 175–203.
- The Role of Corporations in Shaping Globalization with a Human Face. In: J. Straus (Hrsg.): The Role of Law and Ethics in the Globalized Economy. Springer, Heidelberg 2009, S. 27–48.
- mit Hans Küng und Josef Wieland: Manifest globales Wirtschaftsethos: Konsequenzen und Herausforderungen für die Weltwirtschaft. Dtv, München 2010, ISBN 978-3-423-34628-3.
- Poverty, Diseases, and Medicines in Low-and Middle-Income Countries: The Roles and Responsibilities of Pharmaceutical Corporations. In: Business & Professional Ethics Journal. Vol. 31, Nr. 1, 2012, S. 135–185.
- mit Karin Schmitt: Corporate Responsibility and Corporate Philanthropy. UN Development Cooperation Forum, Juni 2012.[9]
- Global Challenges in Business and Corporate Responsibility. University of St. Thomas. Opus College of Business: Insights at the Intersection of Thought & Practice. Minneapolis, 30. April 2013.
- Global Values for Global Development. Working Paper for the Sustainable Development Solutions Network, September 2014.[10]
- Corporate Sustainability, Global Values and Pluralistic Societies: What can we know? What ought we to do? What may we hope. In: Sustainable business, management, and economics : selected papers from the World Sustainability Forum conference series / World Sustainability Forum (5. : 2015 : Basel). (= Series on frontiers in sustainability. Band 2). MDPI, Basel 2017, ISBN 978-3-03842-334-8, S. 1–16.
- Corporate Responsibility in a World of Cultural Diversity and Pluralism of Values. In: Journal of International Business Ethics. Vol. 8, Nr. 2, 2015, S. 9–36.
- Beziehungen: Zur Komplexität eines scheinbar klaren Begriffs. In: J. Baumann Montecinos, Dominik Fischer, Andreas E. H. Heck (Hrsg.): Kooperation, Governance, Wertschöpfung: Perspektiven auf eine Relationale Ökonomie. Metropolis, Weimar bei Marburg 2021, ISBN 978-3-7316-1468-5.
- Nice Words Are Fine, But Hens Lay Eggs. Communication about Values Leads to Expectations of Practical Consequences. In: J. von Hagen u. a. (Hrsg.): The Impact of the Market on Character Formation. Ethical Education, and the Communication of Values in Late Modern Pluralistic Societies. Evangelische Verlagsanstalt. Leipzig 2020, S. 271–284.
- Bin ich ehrlich? Komplexe Reflektionen zu einer vordergründig einfachen Frage. In: Karl Schlecht Stiftung (Hrsg.): Vertrauenskodex «life». Ziel: Treue. Aichtal 2020, S. 91–113.
- Weltethos und die Agenda 2030 für Nachhaltige Entwicklung. In: U. Hemel (Hrsg.): Weltethos für das 21. Jahrhundert. Herder, Freiburg i.Br. 2019, S. 222–230.
- Was zählt, ist der Mensch, nicht seine Ideologie. In: R. Herzog u. a. (Hrsg.): Der lange Weg des Jean Ziegler. edition 8, Zürich 2019, S. 57–61.
- Führungsverantwortung für unternehmerische Nachhaltigkeit im Geiste von Laudato Si‘. In: G. Vergauwen, A. Steingruber (Hrsg.): Veni. Sancte Spiritus! Theologische Beiträge zur Sendung des Geistes (Festschrift für Barbara Hallensleben zum 60. Geburtstag). Aschendorff Verlag, Münster 2018, S. 616–652.
- Corporate leadership in times of public distrust. In: M. C. Coutinho de Arruda, B. Rok (Hrsg.): Understanding Ethics and Responsibilities in a Globalizing World. (= The International Society of Business, Economics and Ethics. Band 5). Springer, New York 2016, S. 15–40.
- Globale Werte. In: P. Genkova (Hrsg.): Handbuch Globale Kompetenz. Springer Nature, 2021. doi:10.1007/978-3-658-30684-7_24-1
- Die Kunst der verantwortungsvollen Führung. Verlag Paul Haupt, Bern 2018, ISBN 978-3-258-08059-8.
- Integrität im geschäftlichen Handeln. Reinhardt Verlag, Basel 2020, ISBN 978-3-7245-2453-3.